# Keith Tippett

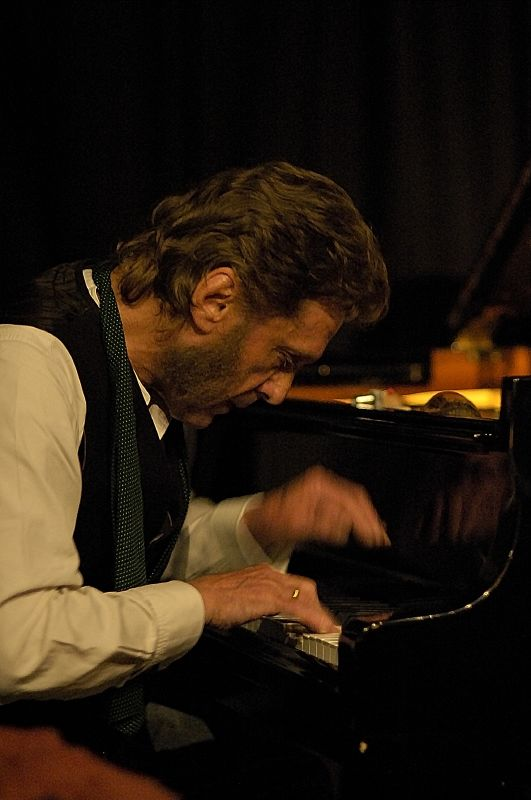
Keith Tippett (2007)

Keith Tippett (eigentl. Keith Graham Tippetts; * 25. August 1947 in Bristol, Großbritannien; † 14. Juni 2020) war einer der bedeutendsten Pianisten der britischen Jazz-Szene.
Sein innovativer Stil hat nicht nur den Jazz seit den 1960er Jahren geprägt, sein markantes Spiel ist auch in der Rockmusik zu finden, u. a. auf Platten von King Crimson oder Working Week.

## Biographie
Als Teenager begann Keith Tippett traditionellen Jazz und Bop zu spielen. 1967 ging er als professioneller Musiker nach London, wo er in der Anfangszeit nicht einmal Geld für ein eigenes Piano hatte. Nach und nach machte er Bekanntschaft mit verschiedenen Musikern, darunter Mitglieder von Chris McGregors Expatriate South African Ensemble bzw. den Blue Notes wie Louis Moholo, Mongezi Feza und Dudu Pukwana.
Ende des Jahres 1967 formierte Tippett sein eigenes Sextett, zu dem seit 1968 als Bläser Elton Dean, Mark Charig und Nick Evans als feste Mitglieder gehörten. Die Rhythmusgruppe wechselte hingegen: Jeff Clyne, Roy Babbington, Harry Miller und Neville Whitehead als Bassisten, und Phil Howard, John Marshall, Bryan Spring und Alan Jackson am Schlagzeug. Um diese Zeit begann Tippett auch, das „s“ aus Tippetts, seinem eigentlichen Namen, wegzulassen, da „Keith Tippett Sextet“ leichter auszusprechen war.
In das Jahr 1969 fällt auch die Zusammenarbeit mit der britischen Band Soft Machine, die sich stilistisch zwischen Artrock und Jazz bewegte. Der Saxofonist Elton Dean aus Tippetts Sextett wurde zum tragenden Mitglied dieser Gruppe zwischen 1969 und 1972. Es entstanden die ersten beiden Alben der Keith Tippett Group:  You Are Here… I Am There (1970) und Dedicated To You But You Weren’t Listening (1971).
Ende 1970 formierte er ein 50-köpfiges Orchester namens Centipede mit Musikern aus Jazz, Rock und Klassik. Die Gruppe spielte einige Konzerte. Das Doppelalbum Septober Energy produzierte Robert Fripp, der Bandleader von King Crimson. Tippett wirkte auch an drei Alben von King Crimson mit: In The Wake Of Poseidon, Lizard (beide 1970) und Islands (1971). Sein charakteristisch clusterreiches Spiel ist ein wichtiger Teil dieser Alben.
Mitte der 1970er Jahre bildete Keith Tippett zusammen mit seiner Frau Julie, die unter ihrem Geburtsnamen Julie Driscoll bereits als Sängerin gearbeitet hatte, und dem Perkussionisten Frank Perry den Kern des Improvisationsensembles Ovary Lodge. Er kehrte zurück zum frei improvisierten Jazz und spielte in einem Duo namens T’n’T mit Stan Tracey und in Gruppen von Trevor Watts (Amalgam), Elton Dean (Ninesense), Harry Miller, Dudu Pukwana und Louis Moholo. In den späten 1970er Jahren gründete er ein 22-köpfiges Ensemble namens Ark, mit dem er das Doppelalbum Frames veröffentlichte. Des Weiteren wirkte er bei Louis Moholos Album Spirits Rejoice! (1978) mit.
In den 1980er Jahren arbeitete Tippett größtenteils in Duos (gelegentlich auch mit Howard Riley) oder solo. Sein Stil wurde meditativer im Vergleich zu den „wilden“ Anfängen. Gegen Ende der 80er gründete er wieder eine Gruppe: Mujician mit Paul Dunmall (sax), Paul Rogers (bass) und Tony Levin (Schlagzeug); ihre Arbeit ist seit den 1990er Jahren auf mehreren CDs dokumentiert, teilweise verstärkt um Musiker aus Georgien, um seine Septober Energy wiederaufzuführen. Anfang der 1990er Jahre war er Mitglied im Dedication Orchestra.
1997 formierte er für das Festival von Bath in England eine 21-köpfige Band namens Tapestry, mit der er auch später auftrat.
In seinen letzten Jahren unterrichtete er u. a. am Music Department der University of Bristol, war Co-Director der Jazz-Kurse der Dartington International Summer School, erhielt eine Ehrenmitgliedschaft am Dartington College of Arts und am Welsh College of Music and Drama, wo er das Jazzensemble des College unterrichtete. Nebenbei hielt er auch (Musik-)Kurse für Schulkinder und Workshops für Nachwuchsjazzmusiker und trat immer wieder sowohl solo als auch in unterschiedlichsten Formationen auf.
Tippett war ein außerordentlich produktiver Musiker; er hinterlässt als Pianist und Komponist eine bemerkenswerte Diskografie, die vom Free Jazz bis Folk reicht. Er starb im Juni 2020 im Alter von 72 Jahren.

## Diskographische Hinweise
- 1969 – You Are Here… I Am There
- 1970 – Dedicated to You But You Weren’t Listening
- 1971 – Septober Energy
- 1972 – Blueprint
- 1974 – TNT (mit Stan Tracey)
- 1975 – Ovary Lodge
- 1977 – Cruel But Fair (mit Hugh Hopper, Elton Dean und Joe Gallivan)
- 1978 – Frames
- 1980 – No Gossip
- 1981 – Mujician
- 1981 – First Encounter
- 1983 – Louis Moholo, Larry Stabbins, Keith Tippett: Tern
- 1984 – A Loose Kite in a Gentle Wind Floating With Only My Will For an Anchor
- 1984 – On Focus
- 1985 – Solo Improvisation / Duet Improvisation (mit Hans Reichel)
- 1986 – Mujician II
- 1987 – Mujician III
- 1988 – Couple in Spirit (mit Julie Tippetts)
- 1990 – The Dartington Concert (solo)
- 1990 – 66 Shades of Lipstick (mit Andy Sheppard)
- 1991 – Mujician and The Gregorian Ensemble: Bristol Concert[4]
- 1993 – The Bern Concert (mit Howard Riley)
- 1993 – Twilight Etchings (mit Julie Tippetts und Willi Kellers)
- 1994 – Poem About the Hero (mit Mujician)
- 1994 – Une Croix dans l’Océan
- 1995 – Birdman
- 1996 – Couple in Spirit II[5]
- 1998 – Keith Tippett Tapestry Orchestra – Live at Le Mans
- 2001 – Spacetime (mit Mujician)
- 2004 – Viva La Black Live at Ruvo (mit J. Tippetts, L. Moholo und Canto General)
- 2005 – There’s No Going Back Now (mit Mujician)
- 2011 – From Granite to Wind
- 2014 – Two for Joyce (mit Giovanni Maier)
- 2016 – The Nine Dances of Patrick O’Gonogon
- 2022 – How Long Journal FourThis Time? Live 1970
- 2022 – Journal Four (mit Howard Riley)